# Lollo Andreini
Lollo Luisa Birgitta Andreini, född 25 maj 1961, är en svensk före detta handbollsspelare.

## Klubblagskarriär
Lollo Andreini började spela handboll av en slump och kom till Irsta HF Västerås. Hon slog igenom tidigt och var med klubben och vann 3 Junior-SM titlar. På seniorsidan gick det lite sämre för klubblaget. Under åren då Lollo Andreini spelade där förlorade Irsta fyra SM-finaler, först mot Borlänge HK och sen tre raka mot Stockholmspolisens IF. Lollo löste problemet med ordspråket "om du inte kan besegra dem - förena dig med dem". Säsongen 1984-1985 spelade hon för Polisen och vann SM-guld för första gången. Hon spelade för Stockholmspolisen till 1987 då hon bytte klubb till Skuru IK som hon spelade för tre säsonger till 1990. Då återvände hon till moderklubben Irsta HF och nu ville det sig. Klubben tog SM-guld! Andreini avslutade karriären med att spela för Skånela IF 1991-1992 och även då belönades hon med SM-guld och bidrog själv en hel därtill. Efter den säsongen slutade hon spela och började verka som tränare i Stockholmspolisen tillsammans med Ann-Britt Carlsson.

## Landslagskarriär
Under åren 1978-1979 spelade hon 6 landskamper och gjorde 11 mål i ungdomslandslaget. Landslagskarriären i A-landslaget inleddes redan 1978 med en premiär mot Danmark den 2 juli i Århus med förlust 11-21 som resultat. Hon fortsatte att spela i landslaget och hade då hon slutade i landslaget hade hon gjort 91 landskamper enligt den gamla statistikenoch 92 landskamper efter den nya statistiken. Hon var då Stor flicka. 1982-1983 fick hon utmärkelsen Årets handbollsspelare i Sverige. Efter satsningen på B-VM 1985 slutade hon att satsa på landslaget.